# Evviva l'allegria
Evviva l'allegria è stato un programma televisivo trasmesso in occasione del Capodanno il 31 dicembre 1990 in prima serata da Canale 5. A condurre Gerry Scotti affiancato da  Cristina D'Avena a cui, nel corso della serata, è stato consegnato il quarto disco di platino per le vendite dell'album Cri Cri.
Il programma, prettamente dedicato ai bambini, vide inoltre la partecipazione di Gianfranco D'Angelo, Enrico Beruschi, Margherita Fumero, Pietro De Vico, Anna Campori, Sergio Bustric, del ventriloquo Samuel Barletti, dei Piccoli Cantori di Milano e della "Bim Bum Bam Gang" composta dal cast dell'omonima trasmissione.
Il programma è andato in onda anche il 31 dicembre dell'anno successivo, presentato stavolta da Paolo Bonolis, Sabina Stilo e Cino Tortorella. Nel cast ci sono stati: Sandra Milo, Maurizio Mosca, Wanna Marchi e Stefania Nobile, Mario Marenco, Elisabetta Viviani, Peppino Mazzullo (che è conosciuto per essere stato l'interprete di Richetto, il bambino birichino e ripetente e soprattutto per essere stato la storica voce di Topo Gigio), Massimo Boldi e, come di consueto I Piccoli Cantori di Milano, che iniziavano il programma intonando lo storico jingle di Canale 5, composto da Augusto Martelli. Inoltre gli stessi Cantori di Milano hanno fatto un medley di tre sigle televisive: il brano Emilio interpretato nel 1989 da Zuzzurro e Gaspare; il brano Beach on the Beach interpretato in precedenza dal trio comico I Trettré, infine il brano Liberi liberi interpretato in precedenza da Lorella Cuccarini. Il direttore d'orchestra è il maestro Danilo Riccardi. La sigla di questa seconda ed ultima edizione è il brano Ma che bello il Capodanno, che è basato sul brano Ma che musica maestro di Raffaella Carrà, ed è interpretato da Sabina e dagli stessi Cantori di Milano.
Inoltre Sabina Stilo, sempre insieme al coro ufficiale delle sigle dei cartoni animati, ha cantato un medley di alcuni canti popolari dei più bei dialetti delle regioni d'Italia: Ciao Turin, Nostalgia de me Milan, Romagna mia, La società dei magnaccioni, Simmo 'e Napule paisà, Sciuri sciuri.

## Fonti
- "Capodanno da guardare", La Stampa, 30 dicembre 1990
- "Il Capodanno privato", Stampa Sera, 31 dicembre 1990